# ماريو رانييري
ماريو رانييري (بالألمانية: Mario Ranieri)‏ (و. 1980  م) هو ملحن، ودي جيه نمساوي، ولد في سانت بولتن.

## روابط خارجية
- ماريو رانييري على موقع ميوزك برينز (الإنجليزية)
- ماريو رانييري على موقع ديسكوغز (الإنجليزية)